# San Martín (Buenos Aires)
Ciudad del Libertador General Don José de San Martín, kurz San Martín, ist eine Stadt im Großraum Buenos Aires in Argentinien. Sie ist die Hauptstadt des Verwaltungsbezirks Partido General San Martín, der nordwestlich an die argentinische Hauptstadt angrenzt. Sie ist wie der gleichnamige Bezirk (Partido) benannt nach General José de San Martín, einem südamerikanischen Unabhängigkeitskämpfer. Im Jahr 1992 wurde die Universidad Nacional de San Martín als Reformuniversität gegründet. Sie ist eine der jüngsten Universitäten Argentiniens und zählt zu den höchstrangigen Universitäten des Landes.

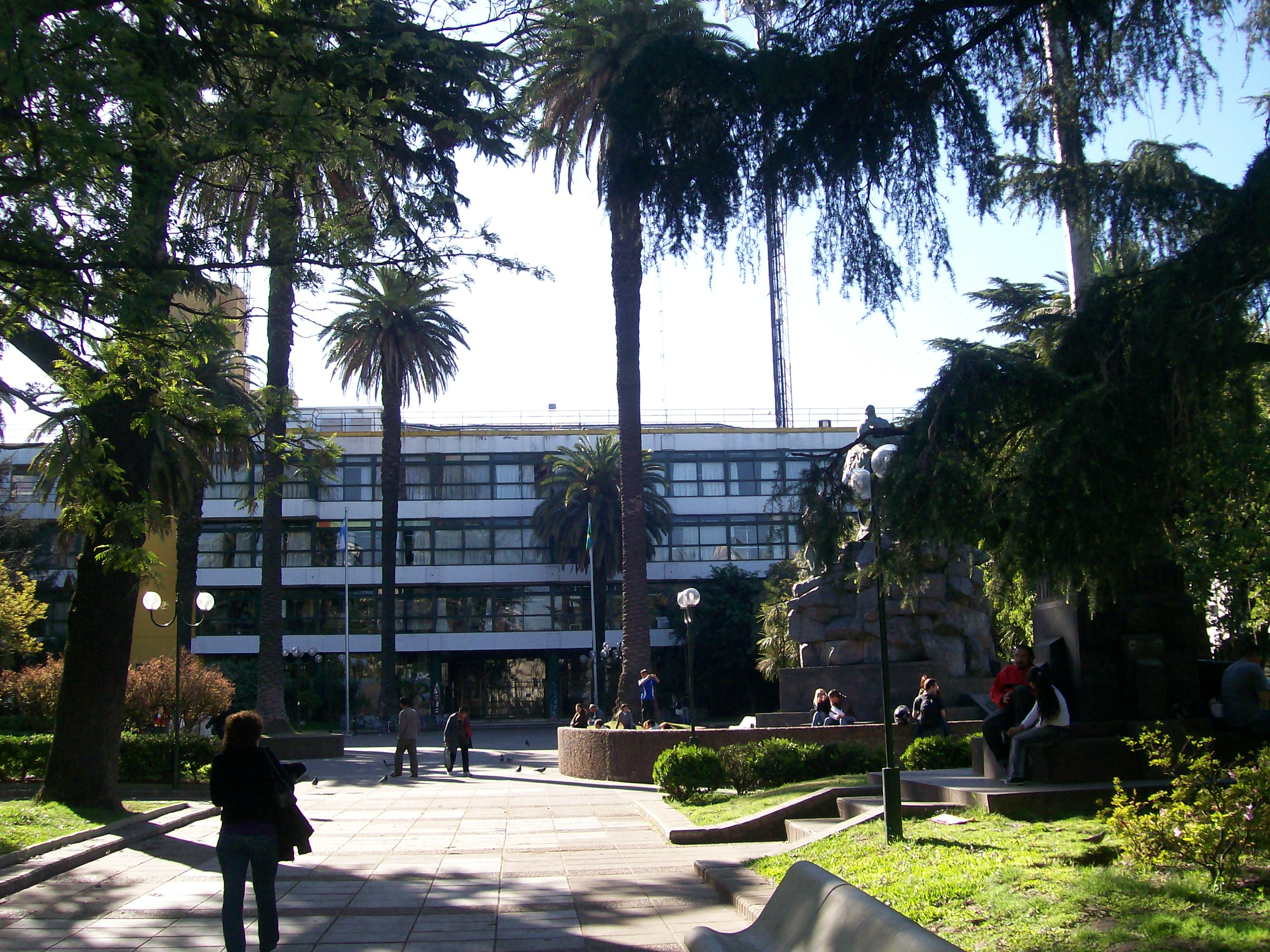
Rathaus San Martín

## Städtepartnerschaften
- Civitanova Marche in den Marken (Italien), seit 1990
- Alytus in Litauen, seit 2006

## Söhne und Töchter der Stadt
- José Hernández (1834–1886), Journalist und Dichter
- Oscar Alfredo Gálvez (1913–1989), Rennfahrer und Formel-1-Pilot
- Alfredo Attadía (1914–1982), Bandoneonist, Bandleader, Arrangeur und Komponist
- Germán Orduna (1926–1999), Romanist, Hispanist und Mediävist
- Luciano Benjamín Menéndez (1927–2018), General und Angehöriger der Militärdiktatur
- Aron Pinczuk (1939–2022), argentinisch-amerikanischer Festkörperphysiker
- Néstor Togneri (1942–1999), Fußballspieler
- Reynaldo Martín (1944–2012), Tangosänger, -komponist und -dichter
- José Alberto Iglesias Correa (1945–1972), bekannt als Tanguito, Sänger und Songwriter
- Virginia Gamba (* 1954), Diplomatin
- Alfredo Sáez (* 1958), Tangosänger
- Juan Barbas (* 1959), ehemaliger Fußballspieler
- Federico Sztyrle (* 1964), Springreiter
- Carlos María Domínguez (* 1965), katholischer Ordensgeistlicher, Bischof von San Rafael
- Marina Imbrogno (* 1980), Handballspielerin
- Nahuel Fioretto (* 1981), argentinisch-italienischer Fußballspieler
- Marianela Núñez (* 1982), Balletttänzerin
- Julio Barroso (* 1985), Fußballspieler
- Pablo Mouche (* 1987), Fußballspieler
- Ismael Sosa (* 1987), Fußballspieler
- Nicolás Gaitán (* 1988), Fußballspieler
- Enzo Fernández (* 2001), Fußballspieler
- Santiago Castro (* 2004), Fußballspieler